# Saccharomycotina
Sous-division
Classes de rang inférieur
- Saccharomycetes

Les Saccharomycotina sont une sous-division des Ascomycota. Ce groupe ne contient que la seule classe des Saccharomycetes ou levures bourgeonnantes, et le seul ordre des Saccharomycetales.

## Taxons subordonnés
D'après Myconet (2007) :
- classe des Saccharomycetes
  - ordre des Saccharomycetales
    - famille des Ascoideaceae J. Schröter 1894
    - famille des Cephaloascaceae L.R. Batra 1973
    - famille des Dipodascaceae Engl. & E. Gilg 1924
    - famille des Endomycetaceae J. Schröt. 1893
    - famille des Eremotheciaceae Kurtzman. 1995
    - famille des Lipomycetaceae E.K. Novák & Zsolt 1961
    - famille des Metschnikowiaceae T. Kamienski 1899
    - famille des Pichiaceae Zender
    - famille des Saccharomycetaceae G. Winter 1881
    - famille des Saccharomycodaceae Kudrjanzev 1960
    - famille des Saccharomycopsidaceae Arx & Van der Walt 1987
    - famille des Trichomonascaceae Kurtzman & Robnett
    - incertae sedis
      - genre Ascobotryozyma J. Kerrigan, M.T. Sm. & J.D. Rogers
      - genre Hyphopichia von Arx & van der Walt
      - genre Kodamaea Y. Yamada, T. Suzuki, Matsuda & Mikata
      - genre Nakazawaea Y. Yamada, Maeda & Mikata
      - genre Phaffomyces Y. Yamada, Higashi, S. Ando & Mikata
      - genre Starmera Y. Yamada, Higashi, S. Ando & Mikata
      - genre Starmerella Rosa & Lachance
      - genre Yamadazyma Billon-Grand

D'après la 10e édition de Dictionary of the Fungi (2007), l'ordre des Saccharomycetales contient en plus les taxons suivants :
- famille des Phaffomycetaceae
- famille des Debaryomycetaceae
- 69 autres genres incertae sedis